# Флешмоб

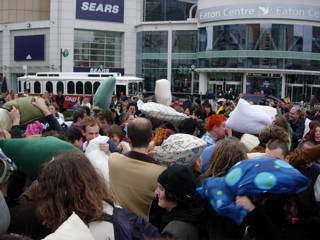
«Бій подушками» в Торонто

Флешмо́б (також флеш моб і флеш-моб, англ. flash mob — «блискавична юрба», від англ. flash — блискавиця, спалах і лат. mob, скорочене й усічене лат. mobilis vulgus — рухливий натовп, юрба, раптівка) — несподівана поява групи людей у заздалегідь визначеному громадському місці, часто з метою розваги, сатири чи художнього самовираження. Після закінчення запланованої акції (тривалістю здебільшого до 5 хвилин) її учасники швидко розходяться, що і зумовлює ефект раптовості. Зазвичай флешмоби організовуються через інтернет, соціальні медіа чи інші сучасні засоби комунікації.

## Опис
Немає єдиної думки з приводу того, яка мета проведення флешмобів. Учасники того самого заходу можуть мати різні цілі. Серед можливих варіантів — розвага, порушення повсякденного ходу життя, враження на навколишніх, відчуття причетності до спільної справи, самоствердження (випробувати себе: «Чи зможу я це зробити на людях?»), спроба одержати гострі відчуття. Ідеологія класичного флешмоба дотримується девізу «Флешмоб поза релігією, поза політикою, поза економікою».
Рух флешмоба виходить із того, що у флешмоб-акцій є типові правила. Найважливіші їхні пункти:
- Начебто спонтанне дійство. Заборона збиратися або привертати увагу на місці до акції, одночасний початок і закінчення акції її учасниками. Після акції потрібно миттєво зникати з місця дії в різні боки і робити вигляд начебто нічого й не було.
- Сценарій повинен привносити абсурдність у те, що відбувається.
- Жорстке дотримання сценарію.
- Не викликати агресивної реакції. Не порушувати законів і моральних засад, не показувати ніяких політичних поглядів. Флешмоб-акції, що не дотримуються цього, вже будуть екстрім-мобом або політ-мобом.

## Історія
Явище флешмоба почалося після того, як у жовтні 2002 вийшла книга соціолога Говарда Рейнгольда (англ. Howard Rheingold) «Розумний натовп: наступна соціальна революція» (англ. Smart Mobs: The Next Social Revolution), в якій автор пророкував, що люди будуть використовувати нові комунікаційні технології (Інтернет, стільникові телефони) для самоорганізації. У червні 2003 Роб Зазуета з Сан-Франциско, прочитавши Рейнгольда, створив сайт flocksmart.com, на якому перші мобери стали домовлятися про збори.
Перший флешмоб пройшов 17 червня 2003 року в Нью-Йорку, США. Приблизно двісті осіб зібралися навколо одного дорогого килима в універмазі Macy's і почали казати продавцям, що живуть разом на складі на окраїні Нью-Йорка і прийшли купити «килимок кохання».

## Політ-моб

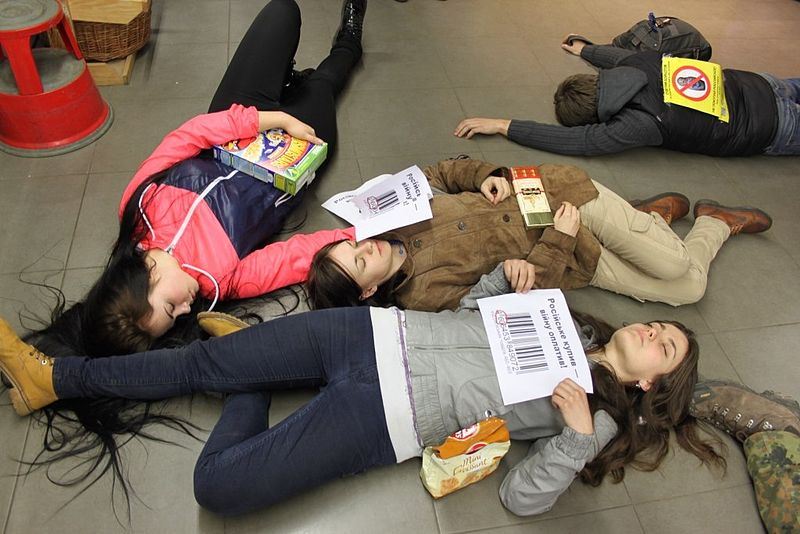
Флешмоб «Російське вбиває!» в рамках кампанії «Не купуй російське!»

Соціальний чи політичний відтінок перетворює флешмоб на політ-моб або соціальний моб. Втім, звичайні люди часто називають флешмобами суспільно-політичні акції. Вони є простішим, оперативнішим і безпечнішим способом виразити суспільну думку або звернути увагу на ті чи інші проблеми, ніж мітинги або демонстрації.
Наприклад, після виборів у Білорусі 2006 року мобери влаштували низку таких акцій . Декілька людей, зібравшись у центрі Мінська, розкрили газету «Радянська Білорусь» і почали рвати її на дрібні шматочки. В іншій подібній акції близько 30 мінчан демонстративно зав'язали очі й відвернулися від встановленого на площі екрана, на якому транслювався виступ прокурора Білорусі. На піку популярності у квітні 2006 року «політичні флешмоби» у Мінську збирали до 100—120 осіб. Щоб припинити такі акції, влада затримувала 10—20 осіб, через що за два тижні кількість учасників флешмобів зменшилася до 10-15 людей.

## Флешпротестмоб
Починаючи з 2008 року, в Україні започатковано новий вид флешмобів, зорієнтованих на груповий прояв протесту. На відміну від класичного флешмобу, флешпротестмоб класифікували як завчасно сплановану масову акцію, в якій велика група людей зненацька з'являється в громадському місці і протягом декількох хвилин виконує наперед обговорені дії ПРОТЕСТНОГО змісту, після чого учасники одночасно швидко розходяться в різні боки.
На флешпротестмобах заборонена популяризація людей, об'єднань громадян. Все відбувається навколо ідей, їхніх інтерпретацій. Під час організації флешпротестмобів вітається широке інформування громадськості, ЗМІ, оскільки вважається, що ідея протесту в такий спосіб може бути значно поширена за межі учасників заходу і випадкових перехожих.
Флешпротестмоби проводилися в більшості областей України. Приклади флешпротестмобів: «Повернись до влади спиною», «На молодь забили», «Ми не будемо мовчати», «Постав двійку міністру за Рік молоді в Україні», «Спитай міністра, де рік молоді», «Вдень з вогнем» та багато інших.

## Жаргон
Акціядія, виступ, конкретне кінцеве втілення сценарію;
Афтерпаті(скор. АП англ. after party) — зустріч моберів після акції;
Камертонгодинники, що перебувають у суспільному або інших місцях, за якими мобери заздалегідь синхронізують власні годинники для точного прибуття на місце акції;
КласикаФм-акція, побудована на первинних основах ідеології цього руху: миттєве створення натовпу, абсурдність дій тощо;
Маякспеціальна людина, що перебуває на місці проведення деяких флешмоб-акцій, для того щоб подати моберам умовний сигнал про її початок;
Медіагрупа(«Знімальники») офіційні представники ФМ-організацій, що займаються зніманням ФМ-акцій;
Мобер(«Флешмобер») людина, яка бере участь у флешмоб-акціях, мобери - група таких людей;
Мобити(«Мобитися») брати участь у ФМ-акціях;
Мобплейсмісце проходження ФМ-акції;
Мобхаус(англ. mob-house) особливий тип моб-перетворення реальності, що має у своїй основі довгострокову (порівняно зі звичайним мобом) взаємодію моберів і буття; проводиться значно рідше «звичайних мобів» і, на відміну від них, здебільшого в закритих приміщеннях, де мобери можуть відчути себе тимчасово ізольованими від перехожих і помобити лише для себе та своїх;
Парускерствоявище, що полягає в порушенні правил (розмови, сміх і все, що не було заплановано в сценарії);
Парускери(«смайлси», «Елвіси») мобери, що ігнорують правила ФМ;
ЗМІшникифото-, теле- й інші репортери (преса), присутні на ФМ-акції;
Пінгвінилюди, які знали про флешмоб і прийшли на дійство просто подивитися, не беручи участі;
Струксимобери-туристи, що здійснюють паломництва в моб-спільноти інших міст з метою «на людей подивитися — себе показати»;
Екстрим-мобакції з яскраво вираженою екстремальною спрямованістю. Виконуються дії, що шокують навіть самих учасників. Акції не для всіх;
date-mobФМ-акція, спрямована на знайомства моберів;
Фан-моб(англ. Fun-mob) флешмоб, що є за сценарієм або став під час проведення масовим приколом. Характеризується недотриманням правил, відсутністю у моберів особливого відчуття мобу;
GFM(«Global Flash Mob») всесвітня ФМ-акція, в якій бере участь максимальна кількість країн і міст;
Політ-моб(«Соціальний моб») — акції соціальної та політичної спрямованості. Всі соціальні акції автоматично кваліфікуються як політичні, якщо ідея акції може бути інтерпретована як спрямована проти (або на користь) певних політичних сил, наприклад, владних структур;